# Ciblage
Le ciblage (en marketing) est une politique consistant à choisir des populations et produits sur lesquels concentrer l'effort de l'entreprise.

## Le processus de choix et d'action
Dans la pratique, le ciblage est un processus comportant plusieurs étapes :
- évaluer l'attrait relatif de :
  - chaque segment de population où existe une demande potentielle,
  - chaque type de produits et services pouvant être offerts à ces segments
  - chaque canal et support de distribution de produits et services pouvant être offerts à ces segments

- choisir ceux sur lesquels l'entreprise concentrera ses efforts (cible), en cohérence avec ses objectifs, ses compétences et ses ressources.

- monter les opérations nécessaires pour atteindre, conquérir ou fidéliser chaque cible, et au total en tirer le meilleur parti au niveau des volumes d'affaires, de la part de marché, et de la rentabilité, dans le plan marketing

Le ciblage, en protection sociale, est un mécanisme consistant à identifier des ménages pour la mise en œuvre des programmes de protection sociale.

## Types de ciblages
Les types de ciblages les plus utilisés, légaux ou profitant de vides juridiques sont :
- Le ciblage sociodémographique (selon âge, sexe, géolocalisation par l'adresse IP (par exemple, selon Eric Aderdor, directeur général de la régie Horyzon Media, « des logos représentant l'emplacement des concessionnaires Nissan ont ainsi été ajoutés sur les cartes proposées par Mappy »[1])
- Le ciblage comportemental : technique adaptée à la promotion des offres publicitaires en ligne
- Le ciblage uplift qui permet d'identifier les populations les plus sensibles à un message et canal publicitaire

Les types de ciblage de protection sociale sont :
- Le ciblage géographique : on définit des zones d'intervention selon des cartes de pauvreté, de malnutrition ;
- Le ciblage communautaire : c'est la communauté qui identifie les ménages dit "vulnérables" ;
- Le ciblage catégorique : les ménages doivent satisfaire des caractéristiques prédéfinies ;
- L'auto-ciblage : les ménages s'auto-identifient comme possibles bénéficiaires ;
- Le ciblage par estimation des ressources des ménages : cette méthode cherche à faire une estimation des revenus des ménages et n'inclut que ceux qui ont un revenu estimé au-dessous d'un seuil prédéterminé ;
- Le ciblage par estimation du bien-être des ménages:un score est attribué à chaque ménage à partir des estimations du niveau de consommation du ménages, à partir de ses caractéristiques sociodémographiques et de biens matériels ;
- Le ciblage mené par des travailleurs sociaux : des travailleurs sociaux vont évaluer le niveau de besoin de chaque ménage.

## «Qualités» d'un segment ciblé
L'attrait d'un segment dépend de sa taille, de son taux de croissance, de sa rentabilité, des économies d'échelles, des synergies réalisables et du niveau des risques encourus.
Évaluation de l’attrait relatif de chaque segment
Pour estimer la valeur d’exploitation de chacun des segments, l’entreprise devra prendre en
considération :
- la taille et la croissance du segment : la taille adéquate dépend de celle de l’entreprise. La croissance attendue du segment est une caractéristique désirable.
- Les objectifs et les ressources de l’entreprise : certains segments doivent être abandonnés non parce qu’ils sont intrinsèquement mauvais mais parce qu’ils ne correspondent pas aux objectifs à long terme de l’entreprise.

## Publicité politique ciblée ou micro-ciblage
Les hommes et les femmes politiques utilisent de plus en plus le micro-ciblage afin de solliciter le vote d’électeurs ou leur soutien financier . Le micro-ciblage a toujours existé mais il a pris une tout autre dimension grâce aux Big Data. La société de traitement de données The Groundwork semble avoir ouvert le bal avec une version plus industrielle pour la campagne présidentielle d'Hillary Clinton en 2016. Le discours politique est adapté et ajusté en fonction des attentes ou des peurs de chacun, tout en mesurant comment chacun y réagit afin d'améliorer le discours. Il existe ainsi et discrètement plusieurs versions de discours pour le même candidat. Personne ne connaît le discours utilisé pour son voisin par la personnalité politique, de sorte qu'il n'y a maintenant plus de débat possible entre les électeurs.
Depuis le scandale Cambridge Analytica, les publicités politiques ciblées sont une préoccupation pour les acteurs du numérique et les pouvoirs publics. Fin 2016, ces publicités ont été utilisées comme vecteur de désinformation pendant la campagne du Brexit et l'élection présidentielle américaine. Depuis, Google, Facebook et Twitter ont pris des mesures pour rendre plus transparentes ces campagnes publicitaires ciblées. Mais à l'approche des élections européennes de 2019, la Commission européenne demande aux géants du numérique d'accélérer ces programmes de lutte contre la désinformation.

## Problèmes éthiques et moraux
Le ciblage peut permettre selon les entreprises qui le pratiquent ou le promeuvent de ne pas noyer l'Internaute sous des publicités  qui ne l'intéresseraient pas. Mais d'un autre point de vue, il fait aussi partie des nouveaux outils d'influence économique visant l'orientation des choix individuels (et collectifs via les groupes d'individus) par le marketing comportemental, il pose en particulier des problèmes émergents tels que :
- le risque accru de manipulation de groupes et de personnes vulnérables (dont les enfants, personnes âgées, handicapés mentaux, personnes endettées ou en détresse psychologique).
- le risque accru et croissant d'intrusion dans la vie privée
- le risque de détournement de données concernant la vie privée des individus, ou concernant les centres d'intérêt, achats, etc. d'associations ou groupements pouvant éventuellement être ainsi surveillés ou orientés par des états totalitaires, mafias, sectes, concurrents inamicaux, etc.
- absences d'outils internationaux concrets et gratuits ou transparents de protection de la vie privée, malgré le projet de « norme commune internationale de protection des données, notamment sur Internet » soutenu par la « résolution de Madrid »[5].

Dans un cyberespace relativement virtuel et sans frontières, l'Éthique des affaires et (en France) des outils tels que la CNIL ou des groupes tels que l'Alliance européenne pour l'éthique en publicité (AEEP) rassemblent des organismes d'autodiscipline publicitaire, comme le BVP en France, ne semblent pas en mesure de garantir l'intégrité morale de tous les acteurs ni l'usage éclairé des cookies et autres mouchards qui, discrètement, suivent, mémorisent et analysent le comportement quotidien des internautes et de communautés d'internautes.
Faute d'information éclairée et de droit d'opposition, les groupes d'internautes sont inquiets des risques posés par le ciblage, malgré quelques chartes déontologiques ou éléments de codes ou guides de bonnes pratiques annoncés par certains annonceurs, mais non opposables et peu vérifiables à ce jour.
Conscient de ce problème qui risque de dégrader l'image de la publicité sur Internet, un groupement d'entreprises du marketing et de la communication, le Syndicat National de la Communication Directe, a publié "L'avis du SNCD ; Ciblage on line et respect de la vie privée" (Marketing Direct No 130 2009/06/01) en 2008. Ce résultat du travail d'une dizaine de représentants de sociétés impliquées admet que :
- Il faut informer les internautes sans équivoque avec une information lisible et très accessible « en séparant bien la politique de protection des données et les mentions légales classiques ». Les possibilités et méthodes de suppression des cookies ou d'opposition aux cookies devraient être « plus explicites » et simples, et « l'ergonomie des espaces d'information dédiés » devrait être améliorée. Un « opt out par univers » ou une option de « navigation privée » devrait être possible (certains navigateurs en proposent, mais souvent en enlevant simplement les cookies de l'ordinateur, sans empêcher qu'un tiers extérieur ait déjà pu collecter de l'information sur le comportement de l'internaute lors de sa consultation).
- le rapprochement d'informations de navigation (anonymes) avec des données personnelles devrait être « encadré », visibles et expliqué à l'internaute, lequel « doit aussi pouvoir s'y opposer à tout moment et simplement ».
- En France, ces opérations devraient « être prévues dans le cadre des « traitements ultérieurs » déclarés à la CNIL. Enfin, pour le SNCD, la plus grande précaution s'impose lorsque les informations rapprochées émanent d'un tiers. En effet, il ne semble pas souhaitable que les informations de navigation d'un tiers collecteur, autrement nommé third party cookies, puissent être rapprochées des données personnelles d'un internaute sans son consentement préalable ».

La FEDMA a également créé un groupe de travail sur la collecte des données, le ciblage et le profilage.
En décembre 2018, Gillian Brockell, journaliste au Washington Post dénonce la publicité ciblée qu'elle reçoit sur les réseaux sociaux ou sur le web depuis qu'elle a accouché d'un enfant mort-né. Sa lettre ouverte aux entreprises du numérique met en avant le manque de respect et les problèmes éthiques du ciblage publicitaire intrusif.
À la suite du mouvement  Black Lives Matter, diverses organisations non gouvernementales pressent en juin 2020 de nombreuses grandes entreprises américaines : celles-ci sont nombreuses à annoncer cesser leurs dépenses publicitaires avec Facebook, suspecté dans la qualité de son ciblage de laisser la part trop belle aux discours polarisants en particulier ceux incitant à la haine.

## Efficacité
Le ciblage vise à améliorer l'efficacité de la publicité et à réduire les pertes causées par l'envoi de publicités à des consommateurs qui sont peu susceptibles d'acheter ce produit,. Une publicité ciblée ou un meilleur ciblage peut entraîner une réduction des coûts et des dépenses publicitaires. Même la stratégie d'optimisation de ciblage la plus sophistiquée échoue si elle repose sur de mauvaises données. Par conséquent, des informations de qualité constituent la base d'un ciblage efficace. 
Bien que les effets de la publicité ciblée soient principalement concentrés sur ceux à qui elle est destinée, elle peut également affecter ceux qui se trouvent en dehors du segment cible. Son public non intentionnel voit souvent des publicités destinées à d'autres groupes et commence à former des jugements et des décisions concernant la publicité et même la marque et l'entreprise derrière la publicité ; ces jugements peuvent influencer le comportement futur des consommateurs.
Le Network Advertising Initiative a mené une étude en 2009, mesurant les prix et l'efficacité de la publicité ciblée. Elle a montré que la publicité ciblée : 
- En moyenne, génère 2,7 fois plus de revenus par annonce que la publicité non ciblée en "mode réseau"[16],[17],[18].
- Est deux fois plus efficace pour convertir les utilisateurs qui ont cliqué sur une publicité en acheteurs

Cependant, d'autres études montrent que la publicité ciblée, du moins selon le sexe, n'est pas efficace.
Cependant, l'une des principales difficultés à mesurer l'efficacité économique du ciblage est la possibilité d'observer ce qui se passerait en l'absence de ciblage, car les utilisateurs que les annonceurs ciblent sont plus susceptibles de se convertir que la population en général. Farahat et Bailey utilisent une expérience naturelle à grande échelle sur Yahoo!, leur permettant de mesurer l'impact économique réel de la publicité ciblée sur la recherche de marques et les clics. Ils ont découvert, en supposant que le coût de 1 000 impressions (CPM) est de 1 $, que : 
- Le coût marginal de la recherche liée à la marque résultant de la publicité est de 15,65 $ par recherche, mais seulement 1,69 $ par recherche dans une campagne ciblée[19].
- Le coût marginal par clic est de 72 cents, mais pour une campagne ciblée - seulement 16 cents.
- La différence dans les taux de clics résultant des campagnes publicitaires ciblées est principalement due à l'intérêt déjà existant pour la marque.

Les études montrent que le marketing de contenu en 2015 a généré 3 fois plus de leads que le marketing sortant traditionnel, mais coûte 62 % moins cher,,, montrant comment l'opportunité pour les publicités de cibler les consommateurs devient un moyen idéal de publicité pour le public.